# ジャクソン・ハグナル・フォウマン
ジャクソン・フォウマン（Jakson Follmann）ことジャクソン・ハグナル・フォウマン（ポルトガル語: Jakson Ragnar Follmann、1992年3月14日 - ）は、ブラジルの元サッカー選手、現歌手。選手時代のポジションはGK。
ラミア航空2933便墜落事故の6人の生還者の一人であるが、同事故で右足を切断し選手引退を余儀なくされた。

## クラブ歴
2008年にグレミオFBPAの下部組織に加入。しかし翌年ECジュベントゥージの下部組織に移り、ここで選手となった。2012年にレギュラーを確保した。
2012年12月28日にアレックス・テレス、ブレッサン、ハミーロ、パウリーニョ・モッセリンとともにグレミオFBPAに移籍。マルセロ・グロエ、チアゴ・マショフスキに次ぐ第3ゴールキーパーであったため出場機会は少なかった。
2014年11月14日、翌年のカンピオナート・パウリスタ終了までの契約でCAリネンセに期限付き移籍。翌年3月20日の試合でアンデルソンに代わってハーフタイムに途中投入されたのが唯一の出場となった。
2015年11月5日にウニオン・レクレアチーヴァ・ドス・トラバリャドレスに完全移籍。カンピオナート・ミネイロで不動のレギュラーとして活躍した。
2016年5月10日にアソシアソン・シャペコエンセ・ジ・フチボウに完全移籍。ダニーロの控えであったため、出場機会は少なかったが8月26日にコパ・スダメリカーナ2016で移籍後初出場。しかし次の出場を迎える前の11月28日にラミア航空2933便墜落事故に巻き込まれ、右足を切断、選手引退となった。

## 引退後
ラミア航空2933便墜落事故から3ヶ月が経つとInstagramを通じて自身の回復と義足生活を動画で投稿した。その後はパラリンピックでブラジル代表を目指している。